# Sanatorium
Sanatorium (nylat., av lat. sano – bota), en historisk typ av sjukhus där man främst isolerade och behandlade patienter med lungtuberkulos. Baserat på de rådande vårdidealen förlades sanatorierna ofta till orter där de klimatologiska förhållandena ansågs främja läkning av sjukdomen, det vill säga högt belägna eller havsnära platser på landsbygden med frisk luft. 

## Historia
Det första sanatoriet öppnades 1858 av läkaren Hermann Brehmer i Görbersdorf i bergskedjan Riesengebirge i Nedre Schlesien, Preussen. Enligt Brehmer, som själv hade fått lindring för sina symptom under en resa i Himalaya, kunde tuberkulos botas "genom hygienisk-dietisk kur i sluten anstalt", ett påstående som aldrig har kunnat beläggas med forskning. Sanatorier byggdes över hela Europa och i Nordamerika, och blev viktiga ekonomiska faktorer i många samhällen och hela regioner med gynnsamt klimat. I Schweiz blev privata sanatorier en stor bransch och patienter kom från hela Europa. Även till Rivieran och Krim sökte sig många långväga patienter.
Tuberkulossanatorierna avvecklades efter andra världskriget, då de första effektiva läkemedlen (streptomycin och paraaminosalicylsyra) hade lanserats. Vissa av de stora sanatorierna på kontinenten konverterades till skid- eller spaanläggningar och är i bruk än idag.

## Sanatorier i Sverige
I Sverige öppnades det första sanatoriet i Mörsil 1891. Störst problem vållade den smittsamma tuberkulosen i städerna, och 1910 stod det största sanatoriet i Sverige, Stockholms stads sanatorium (i dag Söderby sjukhus) med 440 vårdplatser, färdigt i Salem utanför Stockholm. Ett annat av de mer imponerande sanatorierna, Sävsjö sanatorium, går att återfinna i Sävsjö på Småländska höglandet. Vid sin öppning 1907 var det Sveriges största och den böjda sanatoriebyggnaden är än idag norra Europas största träbyggnad. Samtliga län uppförde under 1900-talets första decennier ett eller flera sanatorier. Livet på Spenshults sanatorium i Halland skildras i dagboksanteckningar och detaljrika illustrationer av Alva Asp som avled i tuberkulos på Spenshult den 15 december 1936, 23 år gammal.  Svenska nationalföreningen mot tuberkulos, skapad 1905 efter påtryckningar av bland andra Allmänna svenska läkarföreningen och Svenska läkaresällskapet, var initiativtagande till öppnandet av flera av de tidiga sanatorierna. Kungafamiljen engagerade sig och initierade uppförandet av tre så kallade jubileumssanatorier. 
De lungsjukas riksförbund med medlemmar ur Kungafamiljen bildades den 15 juli 1939 och blev en röst för patienterna. I riksförbundets tidning Status bidrog författare som Ivar Lo-Johansson och Nils Ferlin till läsning för de som tillbringade långa tider på sanatorier. 
I Sverige avvecklades sanatorierna under decennierna efter andra världskriget. Flera används idag för annan sjukvård som långvård eller rehabilitering. 

## Sanatorier i Finland
Santoriefrågan väcktes i Finland 1889 av Richard Sievers. År 1928 fanns i landet 24 sanatorier med 1229 vårdplatser, 7 sanatorier för kirurgisk tuberkulos med 3240 platser, dispensärer i 15 städer och 11 dispensärdistrikt med 131 anslutna landsbygdskommuner

## Sanatoriemiljön i litteraturen
Sanatoriemiljön inspirerade flera begåvade patienter till litterära verk. Genomgående är tonen pessimistisk och negativ, och förmedlar patientens känsla av att vara avskild från världen. Sanatoriets miljö berörs i verk av både Edith Södergran, Harriet Löwenhjelm, Olof Lagercrantz och Beryl Bainbridge. Bland verk som genomgående skildrar sanatoriet och den lungsjukes vardag kan följande nämnas (citaten är ur respektive verk):
- A Ellis (pseudonym för Derek Lindsay), The rack (1960)
- Beatrice Harraden, Skepp som mötas i natten (1894)
- Thomas Mann, Bergtagen (1924): "-Sanatorielivet är som att vara lurad på livet överhuvudtaget"
- Sven Stolpe, I dödens väntrum (1930): "-Detta är inte ett ställe där man blir frisk, det är helvetet"
- Lars Widding, Visst gör det ont (1953): "-Det här är ett jävla ställe"
- Örnberg, Sune (1981). Stilla liv. Stockholm: Atlantis. Libris 7644401. ISBN 91-7486-236-7